# 아가토클레이아

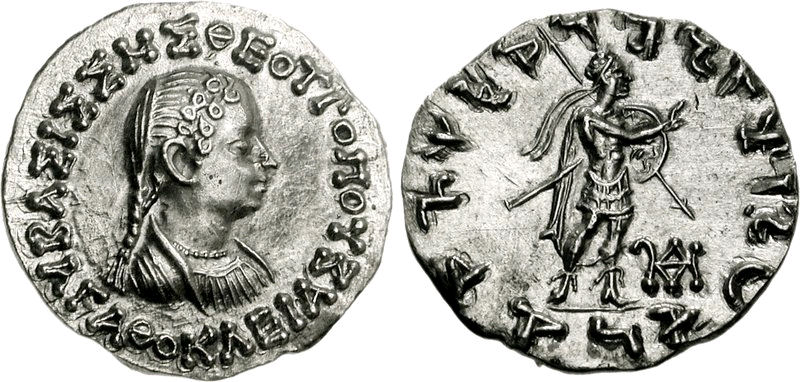
갑옷을 입고 서 있는 스트라톤 1세와 함께 있는 아가토클레이아의 드라크마.

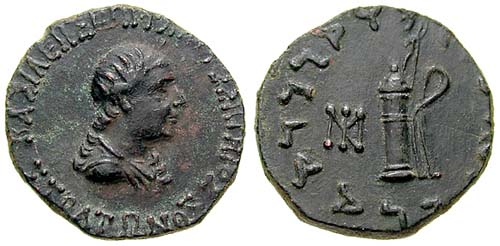
아가토클레이아의 동전.
앞면: 아가토클레이아
뒷면: 그리스 활과 화살통.

아가토클레이아 테오트로포스(고대 그리스어: Ἀγαθόκλεια Θεότροπος, Agathokleia Theotropos)는 기원전 2세기에 인도 북부 지역을 통치했던 메난드로스 1세와 결혼한 인도-그리스의 왕비로, 아들 스트라토 1세의 섭정을 맡았다. 박트리아에서 귀족(아마도 왕족)으로 태어났을 가능성이 있으며, 탄과 같은 일부 저자는 그녀가 유크라티데스의 딸이라고 주장하지만 이는 확실하지 않으며 탄은 현대 작가들로부터 왕조 관계를 아무렇지도 않게 만들어냈다는 비판을 받기도 한다. 그럼에도 불구하고 아가토클레아는 헬레니즘 세계 최초의 여성 통치자 중 한 명이 되었으며, 스트라톤 1세 주화에서 그녀의 존재감이 컸기 때문에 상대적으로 중요했던 것으로 보인다.

## 날짜와 계보
탄이 소개하고 1998년 보페아라치가 옹호한 전통적인 견해에 따르면 아가토클레이아는 메난드로스 1세의 미망인이었으며, 유크라티데스의 딸이었을 수도 있다. 메난드로스 사후 내전으로 인도-그리스 왕국은 분열되었고, 아가토클레이아와 그녀의 어린 아들 스트라톤은 간다라와 펀자브의 동부 영토를 유지했다.

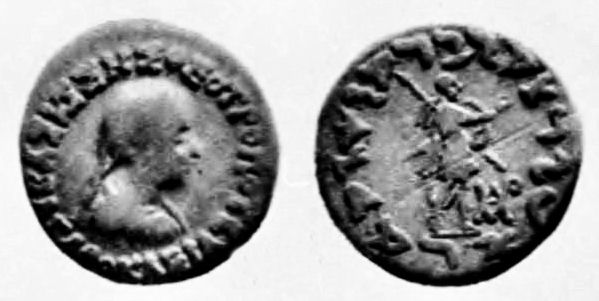
스트라톤과 아가토클레이아의 동전.

R. C. 시니어가 수용한 현대적 견해는 화폐학적인 분석에 근거를 두고 있기 때문에 더욱 확고하며, 아가토클레이아는 기원전 110년에서 기원전 100년 또는 그 이후에 통치한 후대의 여왕이었을 것으로 추정한다. 이 경우 아가토클레아는 다른 왕, 아마도 니키아스나 테오필리오스의 미망인이었을 가능성이 높다. 어느 쪽이든 아가토클레이아가 헬레니즘 왕국을 통치한 최초의 여성 중 한 명이라는 것은 확실하다.
셀레우코스 왕국이나 프톨레마이오스 왕국과 달리 거의 모든 인도-그리스 통치자들은 성인 남성으로 묘사되었기 때문에 일부 신하들은 여성 섭정과 함께 어린 왕을 받아들이기를 꺼려했을 수 있다. 이는 아마도 왕이 투구와 창을 든 모습으로 묘사된 동전에서 볼 수 있듯이 군대를 지휘해야 했기 때문이었을 것이다. 아가토클레이아는 자신을 전쟁의 여신 아테나와 연관시킨 것으로 보인다. 아테나는 메난드로스 가문의 가족신이기도 했으며, 박트리아 국왕 아가토클레스의 딸이 되기에는 너무 늦게 태어났지만 아가토클레이아의 두드러진 위치는 그녀가 왕녀 출신이었음을 암시한다.

## 주화

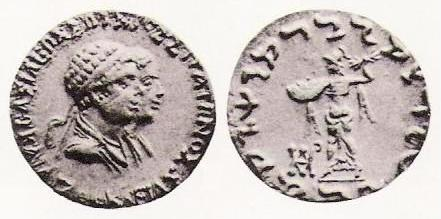
스트라톤 1세와 아가토클레아의 주화.
앞면: 스트라톤과 아가토클레아의 결합 흉상. 그리스 명각: ΒΑΣΙΛΕΩΣ ΣΩΤΗΡΟΣ ΣΤΡΑΤΩΝΟΣ ΚΑΙ ΑΓΑΘΟΚΛΕΙΑΣ "구세주 왕 스트라톤과 아가토클레아의".
뒷면: 벼락을 던지는 아테나.
카로슈티 명각: MAHARAJASA TRATASARA DHARMIKASA STRATASA "구세주이자 정당한 (="다르마의") 스트라톤 왕."

아가토클레이아와 스트라톤의 동전은 모두 인도-그리스의 이중 언어였으며 아가토클레이아의 이름은 그리스 명각에 더 자주 나타난다.
아가토클레아의 주화들은 대부분 아들 스트라톤과 공동으로 주조되었지만, 그들의 첫 번째 주화들에서는 그가 초상화에 등장하지 않았다.
은색: 아가토클레아의 흉상/걷는 왕
스트라톤과 아가토클레아가 결합된 흉상/아테나 알키데무스
청동: 이 여신/앉아 있는 헤라클레스를 의인화한 투구를 쓴 아테나 또는 아가토클레아의 흉상

## 같이 보기
- 그리스 불교
- 인도-스키타이